# David Webb Peoples
David Webb Peoples (Middletown, Connecticut, 1940), también conocido simplemente como David Peoples, es un guionista, editor y director estadounidense. Ha escrito películas como Blade Runner (1982), Unforgiven (1992) y Doce monos (1995).  Por Blade Runner logró el Hugo a la mejor presentación dramática, y por su guion para la película Unforgiven, fue nominado al Óscar, al Globo de Oro y al BAFTA, y ganó el Premio al Mejor Guion de la Asociación de Críticos de Cine de Los Ángeles y el de la National Society of Film Critics, entre otros.
También escribió el cortometraje Arthur and Lillie (1975), nominado al Óscar al mejor documental corto, editó el documental Who Are the DeBolts? And Where Did They Get Nineteen Kids? (1977), ganador del Óscar al mejor largometraje documental, y coescribió y editó el documental The Day After Trinity (1980), nominado al Óscar en la misma categoría.
Es el esposo de la escritora Janet Peoples.

## Filmografía
Como guionista
- 2020: Mandrake the Magician
- 1998: Soldier
- 1995: Doce monos
- 1992: Hero
- 1992: Unforgiven
- 1990: Fatal Sky
- 1989: The Blood of Heroes
- 1989: Leviathan
- 1985: Ladyhawke (sin acreditar)
- 1982: Blade Runner
- 1981: The Day After Trinity

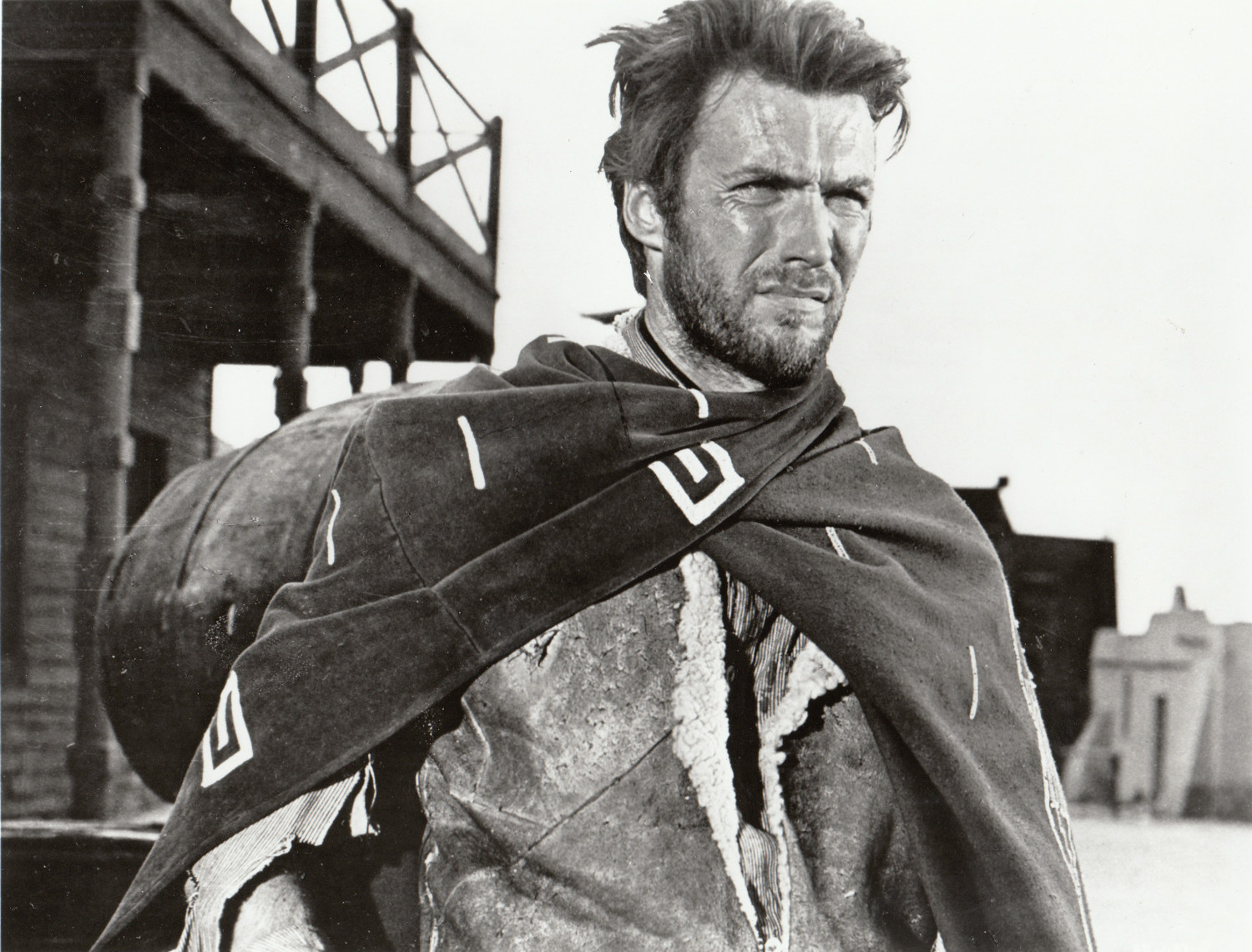
Peoples escribió en 1976 el guion original de Unforgiven (1992), que acabaría dirigida por Clint Eastwood y siendo la gran triunfadora de los Óscar de 1993 al llevarse cuatro premios.

- 1975: Arthur and Lillie (sin acreditar)

Como editor
- 1981: The Day After Trinity
- 1978: Doctor Dracula
- 1977: Who Are the DeBolts? (Who Are the DeBolts? And Where Did They Get Nineteen Kids?)
- 1976: The Joy of Letting Go
- 1974: Lucifer's Women
- 1973: Bizarre Devices
- 1973: Steel Arena

Como director
- 1989: The Blood of Heroes
- 1969: How We Stopped the War

## Premios y reconocimientos
Premios Óscar
| Año  | Categoría            | Trabajo nominado | Resultado |
| ---- | -------------------- | ---------------- | --------- |
| 1993 | Mejor guion original | Unforgiven       | Nominado  |